# Woodville (Mississippi)
Pour les articles homonymes, voir Woodville.
La ville de Woodville est le siège du comté de Wilkinson, situé dans l'État du Mississippi, aux États-Unis.

## Géographie
D'après le bureau du recensement des États-Unis, sa superficie est de 2,8 km2.

### Démographie
Au recensement de 2000, la population était de 1 192 habitants, avec 474 ménages et 322 familles résidentes. La densité était de 205,3 hab/km2.
La répartition ethnique était de 24.5% d'Euro-Américains et 74.58% d'Afro-Américains. Le revenu moyen par habitant était de 13 590 dollars avec 37.5% sous le seuil de pauvreté.

## Personnalités nées dans la ville
- Edward Grady Partin, membre de l'International Brotherhood of Teamsters.
- Carnot Posey, confédéré de la guerre de Sécession.
- Dan Reneau (en), président de l'Université de Louisiana Tech.
- William Grant Still, compositeur et chef d'orchestre.
- George W. Wheeler, juge de la cour suprême du Connecticut.
- Lester Young, musicien de jazz.